# Issoire
Issoire é uma comuna francesa no departamento Puy-de-Dôme, na região administrativa de Auvérnia-Ródano-Alpes. Estende-se por uma área de 19,68 km². Em 2010 a comuna tinha 15 617 habitantes (densidade: 793,5 hab./km²).